# كاثلين بار
كاثلين بار (بالإنجليزية: Kathleen Barr)‏ هي ممثلة كندية، ولدت في 6 أبريل 1967 بتورونتو في كندا.

## أعمال

### أفلام
- (2012) باربي و حكاية حورية البحر 2

### مسلسلات
- الديناصورات الصغيرة
- ريبووت
- ستارغيت إنفينيتي
- فريق النجوم

## وصلات خارجية
- كاثلين بار على موقع IMDb (الإنجليزية)
- كاثلين بار على موقع ألو سيني (الفرنسية)
- كاثلين بار على موقع ميوزك برينز (الإنجليزية)
- كاثلين بار على موقع أول موفي (الإنجليزية)
- كاثلين بار على موقع قاعدة بيانات الفيلم (الإنجليزية)
- كاثلين بار على موقع كينوبويسك (الروسية)
- كاثلين بار على موقع ANN person (الإنجليزية)